# 제4차 game TV 스타리그 여성부
제4차 game TV 스타리그 여성부는 2004년부터 2005년에 걸쳐 진행된 게임 TV의 여성부 game TV 스타리그이다. 채널명을 ghem TV에서 game TV로 변경한 후 첫 대회이다.

## 참가 선수

### 종족별
테란 (2)
- 서지수 (전대회 3위)
- 염선희

저그 (4)
- 김영미 (전대회 준우승)
- 이종미
- 이지혜
- 한미경

프로토스 (4)
- 김가노
- 전혜경
- 박지혜
- 이지수

### 소속별
- SouL
  - 서지수
  - 김가노
  - 이지수
  - 전혜경
- KOR
  - 이종미
- Plus
  - 이지혜
  - 박지혜
- 팬택앤큐리텔 큐리어스
  - 염선희
- 삼성전자 칸
  - 김영미
- 무소속
  - 한미경

※소속은 리그 개막 당시 소속팀이다.

## 경기 방식
- 10인 전체 풀리그전 시행
- 준플레이오프 (리그 3위 vs 리그 4위) : 5전 3선승제
- 플레이오프 (리그 2위 vs 준플레이오프 승자) : 5전 3선승제
- 결승 (리그 1위 vs 플레이오프 승자) : 5전 3선승제

## 정규리그 순위
| 순위 | 선수    | 결과    | 비고                                             |
| ---- | ------- | ------- | ------------------------------------------------ |
| 1위  | 서지수T | 9승     | 결승 직행                                        |
| 2위  | 한미경Z | 8승 1패 | 플레이오프                                       |
| 3위  | 김영미Z | 7승 2패 | 준플레이오프                                     |
| 4위  | 이종미Z | 6승 3패 | 준플레이오프                                     |
| 5위  | 전혜경P | 4승 5패 |                                                  |
| 6위  | 김가노P | 4승 5패 |                                                  |
| 7위  | 이지혜Z | 3승 6패 |                                                  |
| 8위  | 박지혜P | 2승 7패 |                                                  |
| 9위  | 이지수P | 2승 7패 |                                                  |
| 10위 | 염선희T | 0승 9패 | 1차전 이지혜전 제외 8경기는 기권으로 인한 부전패 |

## 준플레이오프/플레이오프/결승
|  | 준플레이오프 | 준플레이오프 | 준플레이오프 |  |  | 플레이오프 | 플레이오프 | 플레이오프 |  |  | 결승전 | 결승전  | 결승전 |
|  |              |              |              |  |  |            |            |            |  |  |        |         |        |
|  |              |              |              |  |  | 2위        | 한미경Z    | 0          |  |  |        |         |        |
|  | 3위          | 김영미Z      | 2            |  |  |            | 이종미Z    | 3          |  |  |        |         |        |
|  | 4위          | 이종미Z      | 3            |  |  |            |            |            |  |  |        | 서지수T | 3      |
|  |              |              |              |  |  |            |            |            |  |  |        | 이종미Z | 1      |
|  |              |              |              |  |  | 1위        | 서지수T    |            |  |  |        |         |        |
|  |              |              |              |  |  |            |            |            |  |  |        |         |        |

## 우승
| 제4차 game TV 스타리그 여성부 우승 |
| ---------------------------------- |
| 서지수 (첫 번째 우승)              |

## 대회 결과
- 우승: 서지수 - 300만원 / 차기 대회 시드
- 준우승: 이종미 - 100만원 / 차기 대회 시드
- 3위: 한미경 - 차기 대회 시드[2]
- 4위: 김영미 - 차기 대회 시드